# Holacanthus tricolor
Holacanthus tricolor là một loài cá biển thuộc chi Holacanthus trong họ Cá bướm gai. Loài này được mô tả lần đầu tiên vào năm 1795.

## Từ nguyên
Từ định danh của loài trong tiếng Latinh có nghĩa là "có ba màu", hàm ý đề cập đến các vùng màu trên cơ thể của chúng: đầu và thân trước màu vàng, toàn bộ thân sau màu đen và ở một vài cá thể, vây lưng và vây hậu môn có viền màu đỏ (cá con cũng có ba màu nổi bật: toàn bộ cơ thể màu vàng, một vệt đốm đen lớn ở thân sau được viền màu xanh lam).

## Phạm vi phân bố và môi trường sống
H. tricolor có phạm vi phân bố rộng khắp Tây Đại Tây Dương. Từ bờ biển bang Georgia (Hoa Kỳ) và Bermuda ở ngoài khơi, loài này được ghi nhận trên khắp bờ biển vịnh México và biển Caribe (bao gồm toàn bộ Antilles), trải dài về phía nam đến bờ biển bang Santa Catarina (Brasil).
Loài này sống gần các rạn san hô và đá ngầm ở độ sâu khoảng từ 3 đến ít nhất là 92 m.

## Mô tả
H. tricolor có chiều dài cơ thể tối đa được biết đến là 35 cm. Loài này có miệng nhỏ với những chiếc răng giống như lông bàn chải. Nắp mang của chúng có một hàng gai. Vây lưng và vây hậu môn có thể vươn dài, tạo thành các chóp vây.
Đầu, 1/4 thân trước và các vây đuôi, vây ngực và vây bụng của cá trưởng thành có màu vàng tươi; màu vàng còn viền lấy mép ngoài của vây lưng và vây hậu môn (một đường mỏng màu xanh óng viền lấy rìa của hai vây này). Vùng thân còn lại, cũng như vây lưng và vây hậu môn có màu đen. Vùng quanh miệng có màu tím sẫm. Phần trên và dưới của mống mắt có màu xanh lam sáng.
Cá con toàn thân có màu vàng với một đốm đen viền xanh óng ở thân sau. Theo thời gian, vòng xanh sẽ dần tiêu biến và đốm đen sẽ lan rộng thành một vùng bao phủ hầu hết thân sau cùng vây lưng và vây hậu môn.
Số gai ở vây lưng: 14; Số tia vây ở vây lưng: 17–19; Số gai ở vây hậu môn: 3; Số tia vây ở vây hậu môn: 18–20; Số tia vây ở vây ngực: 17–18; Số gai ở vây bụng: 1; Số tia vây ở vây bụng: 5.

## Sinh thái học

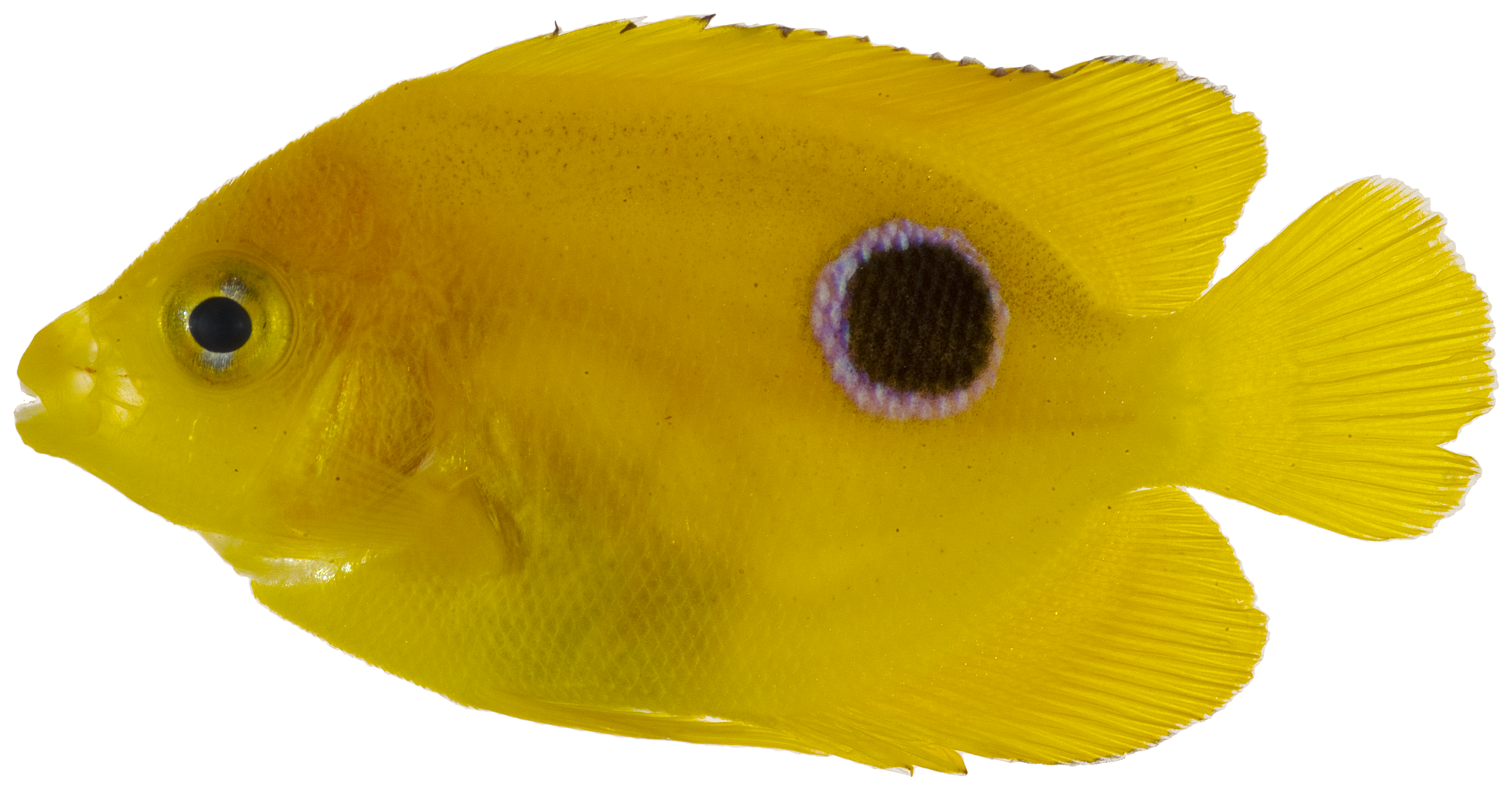
Cá con (chiều dài khoảng 2 cm)

Thức ăn chủ yếu của H. tricolor là hải miên (bọt biển); bên cạnh đó, chúng cũng ăn một lượng nhỏ các loài tảo, những loài thuộc phân ngành Sống đuôi và san hô của bộ Zoantharia. Cá con thường sống gần các loài thủy tức Millepora.
H. tricolor là loài đầu tiên của chi Holacanthus được chứng minh là một loài lưỡng tính tiền nữ (cá con đều là cá cái và có thể chuyển đổi thành cá đực vào một thời điểm nào đó trong đời). Ngoài ra, H. tricolor đực trưởng thành được biết đến là có thể thống trị một nhóm cá cái trong hậu cung của nó. Vì vậy, H. tricolor được xếp vào phân chi Holacanthus của chi Holacanthus, trong khi những loài còn lại nằm trong phân chi Angelichthys.

### Sinh sản
H. tricolor trưởng thành cũng được quan sát là sống theo cặp. Đến thời điểm sinh sản, cả hai bơi hướng lên trên, áp hai phần bụng lại gần nhau, đồng thời giải phóng một lượng lớn trứng và tinh trùng. Một con cá cái có thể phóng từ 25.000 đến 75.000 trứng vào mỗi tối và có thể lên tới 10 triệu trứng trong mỗi chu kỳ sinh sản. Trứng trong suốt và có độ nổi.
Trứng nở trong vòng 15 đến 20 giờ sau đó. Những cá thể giai đoạn tiền ấu trùng được bọc trong một túi noãn hoàng lớn. Mất khoảng 48 giờ sau để hấp thụ hết noãn hoàng, chúng phát triển thành cá bột thực sự và bắt đầu kiếm ăn trên các sinh vật phù du. Cá bột sinh trưởng nhanh và khoảng 3–4 tuần sau đó, chúng sẽ bơi xuống đáy biển.
Cá con H. bermudensis có tính lãnh thổ và được ghi nhận là có hành vi giúp những loài cá lớn loại bỏ ký sinh và mô chết ra khỏi cơ thể, thậm chí cả dịch nhầy tiết ra từ chúng.

## Thương mại
H. tricolor là một trong những loài cá thần tiên vùng Caribe phổ biến nhất đối với những người chơi thủy sinh.

### Trích dẫn
- Richard L. Pyle (2003). A systematic treatment of the reef-fish Family Pomacanthidae (Pisces: Perciformes) (PDF) (Tiến sĩ). Đại học Hawaii. Lưu trữ ngày 21 tháng 5 năm 2021 tại Wayback Machine